# 陈庆云
陈庆云（1929年1月25日—2023年3月2日），男，祖籍湖南湘乡，生于湖南沅江，中国有机化学家，中国科学院院士，专攻有机氟化学。

## 生平
陈庆云于1952年毕业于北京大学化学系，1952年至1956年工作于中科院长春光机所，1956年前往苏联科学院元素有机化合物研究所攻读研究生，并获得了六氟双酚A的苏联专利。1960年，陈庆云获得了副博士学位，返国后任职于中国科学院化学研究所。1963年起到现在在中科院上海有机化学研究所从事研究工作。1986年成为研究员、博士生导师。1991年起任国际纯粹与应用化学联合会（IUPAC）有机化学命名委员会中国国家代表。1993年当选中国科学院化学部院士。同年起任《有机化学》主编。
2023年3月2日21时35分逝世，享年94岁。